# コブシ
コブシ（辛夷、学名: Magnolia kobus）は、モクレン科モクレン属に属する落葉高木の1種である。早春に、葉が展開する前に他の木々に先駆けて白い大きな花をつける（図1）。花は3枚の萼片、6枚の花弁、らせん状についた多数の雄しべ・雌しべをもつ。多数の果実が癒合してごつごつとした集合果を形成する。北海道、本州、九州、済州島に分布するが、観賞用として広く植栽されている。ヤマアララギ、コブシハジカミ、タウチザクラ、クブシなどの別名がある。

## 名称
和名である「コブシ」の由来については、諸説ある。つぼみの形を握りこぶしに見立てたとする説、つぼみが開花する様子を握りこぶしが開く様子に見立てたとする説、でこぼこした果実（集合果）の形を握りこぶしに見立てたとする説などがある。和名「コブシ」が、そのまま英名（kobus magnolia）や学名の種小名（kobus）の基となった。
コブシに対して漢字では「辛夷」を充てるが、中国での「辛夷（）」はシモクレン（モクレン）のこと、またはそのつぼみを乾燥させた生薬を意味する。またこの名称は後述の生薬の名前ともなっている。中国におけるコブシの名（漢名）は「日本辛夷」である。

### 日本国内における異名
赤い実（種子）に辛みがあるため、「ヤマアララギ」（アララギはふつうイチイのこと）、「コブシハジカミ」（ハジカミはサンショウのこと）ともよばれる。地域によってはコブシの花の時期に稲の苗代や種まきをしたことから、コブシは「タウチザクラ（田打桜）」や「タネマキザクラ（種まき桜）」ともよばれた。北海道の松前地方では、遠見だと桜に似ているが花期が桜より早いことから、「ヒキザクラ」、「ヤチザクラ」、「シキザクラ」などとも呼ばれる。また同様に桜に先駆けて咲くことと、花付きのよい年には豊作になるとされることから、「マンサク」（「先ず咲く」、「満作」の意）との名もある（標準和名でマンサクとよばれる植物は別の植物である）。栃木県ではコブシの花が咲く頃を目安にサトイモの植えつけを行ったため、「芋植え花」と呼ばれる。
アイヌ語では「オマウクㇱニ（omawkusni）」、「オㇷ゚ケニ（opkeni）」と呼ばれる。前者の原義は「そこ・香気・通る・木」を意味する「オマウクㇱニ（o-maw-kus-ni）」からとされ、後者はその良い匂いに誘われて病魔が来ることを防ぐための忌み名であり、「放屁する・木」を意味する「オㇷ゚ケニ（opke-ni）」を原義とするとされる。しかし、前者についても同音で「尻・風・通る・木」とも解釈できることから、当初はどちらも同じ意味で、前者についてだんだんと意味が変化していったのではないか、と考えられている。

## 特徴
落葉広葉樹の小高木から高木であり、樹高は 5–20メートル (m)、幹の直径はおおむね 20–60センチメートル (cm) に達する（下図2a, b）。生長は比較的速く、枝も均整に出て整った円錐形から卵形の樹形になるが、混生するものは枝ぶりが乱れる。根系の広がりは半径 1 m 程度で根の支持力は弱い。樹皮は灰白色、平滑だが皮目がある（下図2c）。若い樹皮は光の当たり具合で白っぽく見える。一年枝は紫緑色、無毛、枝を一周する白っぽい托葉痕が目立つ。
葉は互生、倒卵形から広倒卵形、長さ 5–15 cm、幅 3–8 cm、全縁でやや波打ち、先端は短く突出し、基部はくさび形（下図3a, b）。葉の表面は緑色で無毛、裏面は淡緑色で葉脈上に毛がある。葉脈は羽状、側脈は8–10対。葉柄は長さ1–1.5 cm。秋には黄葉する。枝や葉には精油が含まれ、葉を揉んだり枝を燃やすと芳香を生じる。枝や葉に含まれる精油として、d-リモネン、シメン、シネオール、d-ネロリドール、カンフルなどが報告されている。葉芽は長さ 1 - 1.5 cm、灰色の伏毛に覆われる（下図3c）。葉痕はV字形、維管束痕が8–12個つく。花芽は大きく長卵形、長さ 2–2.5 cm、白く長い軟毛で覆われる（下図3c）。芽鱗は托葉2枚と葉柄基部が合着した帽子状の構造である（下図3c）。
花期は早春（3–4月）、日本産モクレン類の中では早咲きの部類であり、葉の展開に先だって、小枝の先端に直径 6 - 10 cm の花を1個ずつつける（下図4a, b）。しばしば花の基部に小型の葉が1枚つき（下図4a）、よく似たタムシバは付けないことで見分けられる。花被片はふつう9枚で3枚ずつ3輪につき、最外輪の3枚は小さく広線形で萼片状（下図4b）、内側の6枚は花弁状、長さ5–6 cmと大きく、白色で基部はしばしば淡紅色を帯びる（下図4a, b）。開花後、数日ほどで花被片は落ちてしまう。雄しべは多数、淡黄色、らせん状につく（下図4c）。雌しべも多数、薄緑色、花軸にらせん状につく（下図4c）。花は蜜を分泌せず、花粉を利用する甲虫やハエ目、ハチ目などによって送粉される。花にはほのかな芳香があるが、匂いの成分には大きな多様性があり、1) リナロールとリナロールオキシド類、2) β-オシメン、3) リモネン、4) ベンジルアルコールとベンズアルデヒド、5) ベンジルシアニド、6) 2-アミノベンズアルデヒドをそれぞれ主成分とするものが報告されている。このような多様性と地理的分布との相関はあまりない。コブシは早春に目立つ花をつけるため、匂いの種類の重要性が低く、このような匂いの多様性が生じたと考えられている。
果実はやや扁平な球形の袋果となり、同一の花軸についた数個から十数個の袋果が癒合して長さ 5–15 cm、所々にこぶが隆起した不整な長楕円形の集合果となる（上図3b, 4d）。未熟果は緑色であるが、秋（9–10月ころ）に果実は赤く熟し、裂開して赤い種皮に包まれた種子がこぼれ出し、珠柄に由来する白い糸で垂れ下がる（上図4d）。種子は腎形から心形、種皮外層は赤く、中層は肉質、内層は黒い。主に鳥によって種子散布されるが、テンによる散布も報告されている。染色体数は 2n = 38（2倍体）。

## 分布・生育地

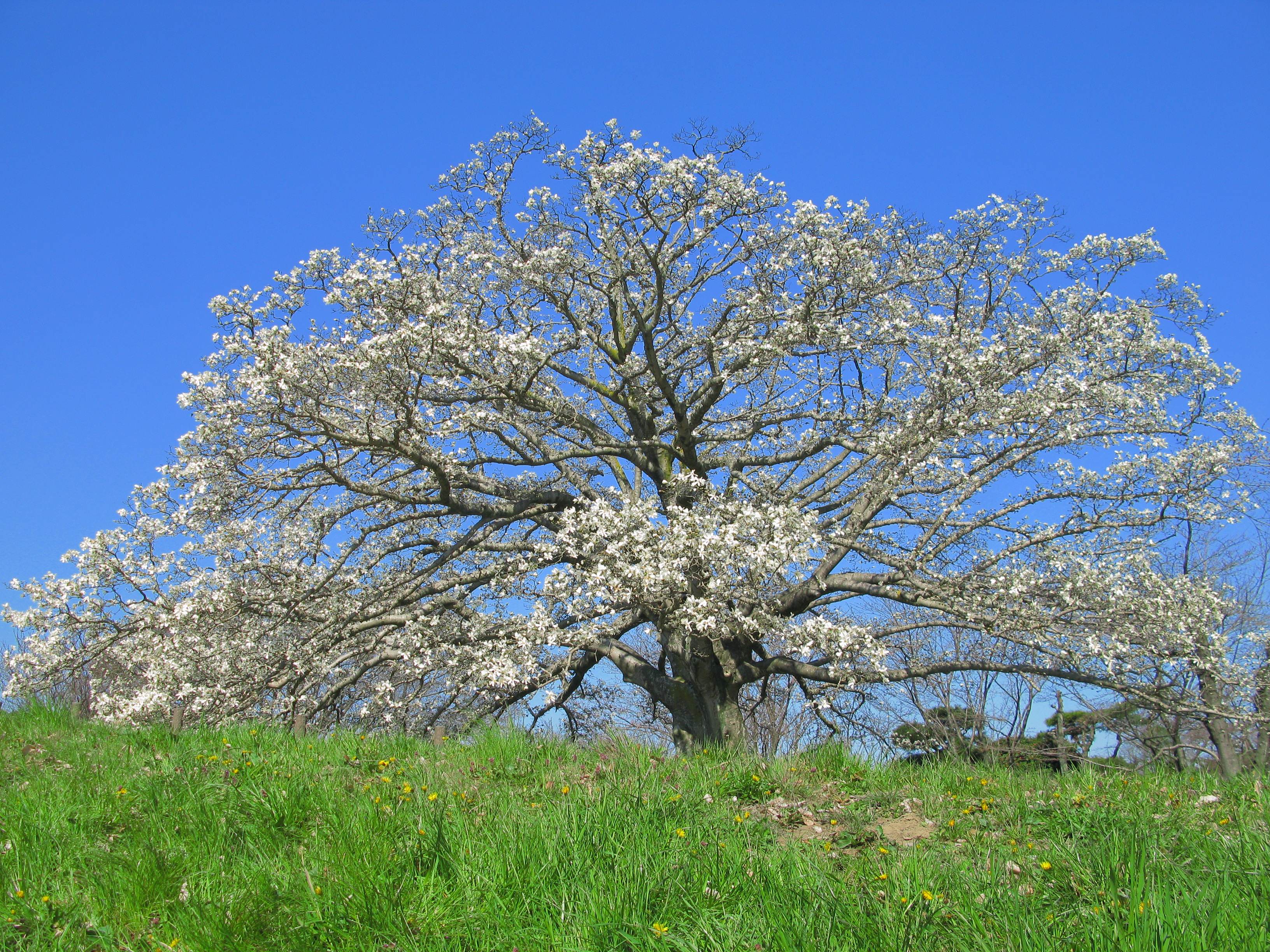
5. コブシの巨木（茨城県猿島郡五霞町）

日本の北海道、本州（東海地方を除く）、九州（一部のみ）、および韓国の済州島の温帯から暖帯上部に分布する。丘陵帯から山地帯のやや湿った場所に生育する。
自然分布していない地域を含め、北海道から九州まで庭や公園に広く植栽され、また街路樹とされる。ヨーロッパや北米など海外でも観賞用に植栽されている。

## 人間との関わり

### 栽培

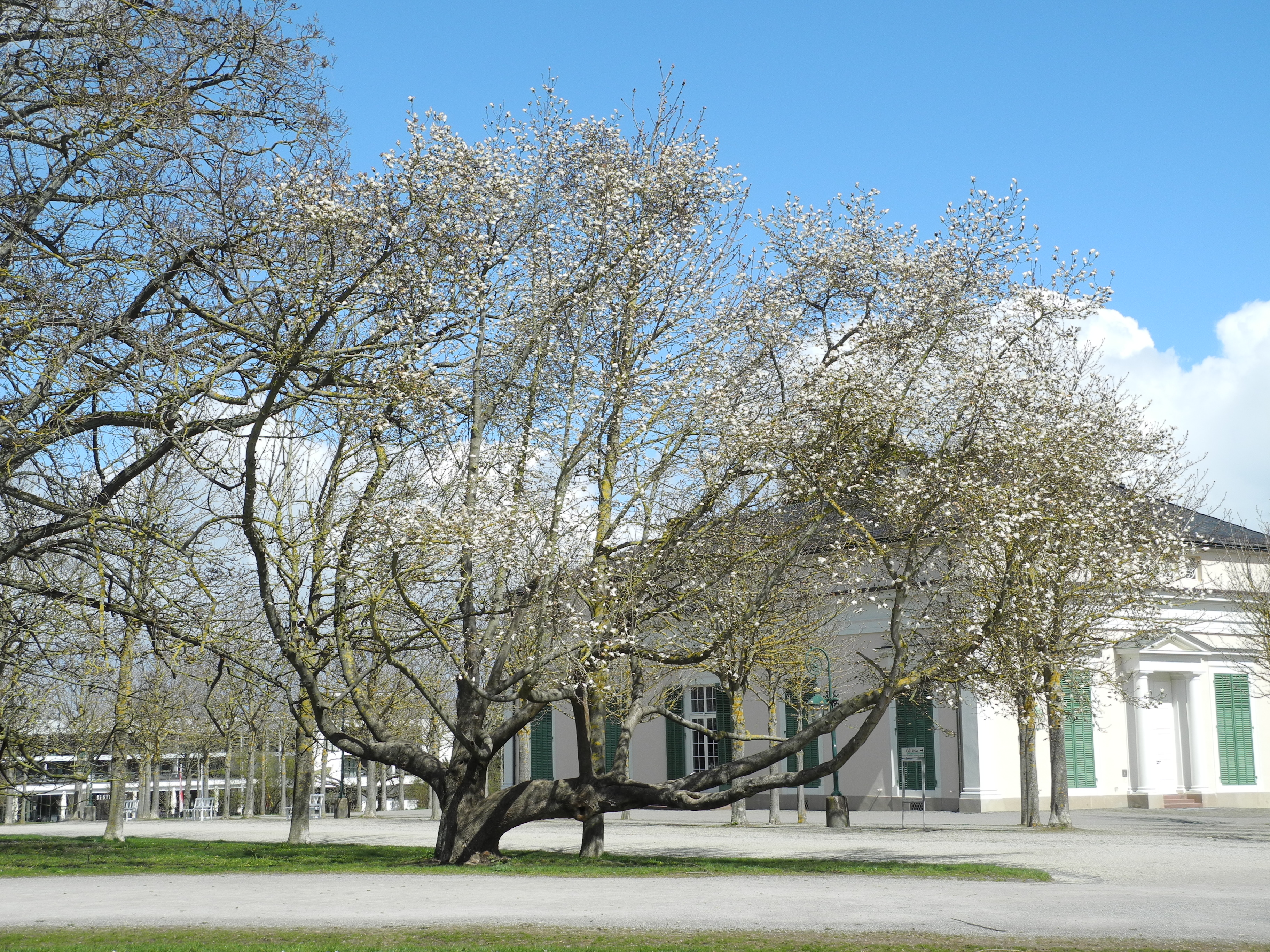
6. 植栽されたコブシ（カッセル、ドイツ）

早春の花が美しく、また樹形が整っていることから、公園や庭木、街路樹として植栽されることもある。大きくなるため庭木とするには広い空間が必要となるが、大きな白い花がサクラより早く咲き始め、春の訪れを楽しめる庭となる。コブシは1879年にヨーロッパに導入され、また北米でも盛んに植栽されている（図6）。
日なたから半日陰を好み、成長速度は速く、土壌の質は全般で根は深く張る。増植は、実生・挿し木・接ぎ木による。実生は秋に行われ、秋に採取した種を床蒔し、2 - 3年後に定植する。挿し木は3月中旬から下旬頃に行い、発葉前の前年枝を15 cmほどの長さに切り、地面に挿す。定植は、日当たりのよい場所を選んで行われる。ただし根の支持力は弱く移植は難しいため、移植する場合は前年に根回しをする必要がある。剪定は好まないので、1–2月か5月に、不要枝を抜き取る程度にする。施肥は必要がない。丈夫で病虫害も少なく、手がかからず栽培は容易である。病虫害はほとんどない。また接ぎ木の台木にされることがある。

### 薬用

#### 生薬「辛夷」
コブシやタムシバ、シモクレン、ハクモクレンの花のつぼみを風通しのよい場所または天日で乾かしたものは、辛夷（）とよばれる生薬となり、鼻炎、蓄膿症、頭痛、めまいに効能があるとされる。漢方処方では葛根湯加川芎辛夷（）や辛夷清肺湯（）に配合される。民間では、1日量2 - 10グラムの辛夷を300 - 400ミリリットルの水で半量になるまで煎じ、1日3回に分けて服用する用法が知られている。蓄膿症や花粉症の鼻づまりに、よく効くともされる。また、乾燥した辛夷を粉末にし、1回0.1 - 0.2グラムを白湯で服用してもよいともいわれている。身体を温める薬草のため、多量に飲むとめまいや充血を起こすこともある。コブシの辛夷は、アルカロイドのコクラウリン、モノテルペンのリモネンやシネオール、フェニルプロパノイドのエストラゴールなどを含む。タムシバの辛夷と異なり、サフロールやメチルオイゲノールなどの芳香族化合物を含まない。東北東部から関東北部のものはカンフルを全く含まないが、東北日本海側から西日本のものはカンフルを多く含む。

#### その他の薬用
コブシのつぼみは、芳香料にも利用される。
かつてアイヌは、樹皮や枝を煎じて風邪薬などとしていた。ただし、樹皮は有毒なので注意を要する。

### 食用・飲用
花は砂糖漬けにしたり、薄く衣をつけて天ぷらに調理されたりもする。赤い種子を集めて焼酎などに漬けておくと、一風変わった香りの果実酒を作ることができる。

### 材
材は家具や器具、細工物に用いられる。建材としては、樹皮を付けたままの皮つきの材が茶室の柱・天井の回り縁など用いられ、色や質感が好まれて来た。また炭は金属研磨用に使われることがある。

### 文化・文学
日本では古来より農民との縁が深く、北海道や東北地方、信越地方などではサクラと同様にコブシの開花を田仕事を始める目安、あるいは花のつき方を作柄の予兆とする木としての役割も持たれて来ており、「迎春花」または「田植え桜」「田打ち桜」「種蒔桜」「マンサク」などの異名で呼ばれ、人々にとっては季節の移り変わりを示す、地域社会にとって身近な樹木でもあった。
長野県伊那市西箕輪羽広では、子供が夕方に「くぶしの木」の下を通ると顔にはりついてくる「くぶしっくり」という妖怪が語られており、『日本怪異妖怪事典』の著者の毛利恵太は「くぶしの木」は「コブシのことか」としている。また、美和村（現・伊那市）では、道祖神の脇に「くぶしの木」が生えており、これに不用意に触れると瘧（おこり）にかかるといわれており、伐ってはならない木とされていた。佐渡では、コブシの花が咲く頃、イワシが捕れるとされた。
アイヌ文化においても、花付きで豊作や豊漁を占う文化があったほか、魔よけのために炉で燃やしたり、窓や戸口、水桶に枝を刺す文化があった。
コブシ（辛夷）は仲春の季語である。春の訪れを象徴する花として、千昌夫のヒット曲「北国の春」にも唄われている。コブシの花言葉は「愛らしさ」、「友情」、「信頼」である。

## 分類

### 学名
コブシの学名としては、一般的に Magnolia kobus DC., 1817 が用いられる。ただし、この学名はタイプ指定に問題があり、Magnolia praecocissima Koidz., 1929 を用いるべきとする意見もある。
モクレン属を複数の属に細分する場合は、コブシは Yulania に分類されることがある（Yulania kobus (DC.) Spach, 1839）。しかし2022年現在、コブシはふつうモクレン属に含められ、モクレン属のハクモクレン節（section Yulania）に分類される。

### キタコブシ

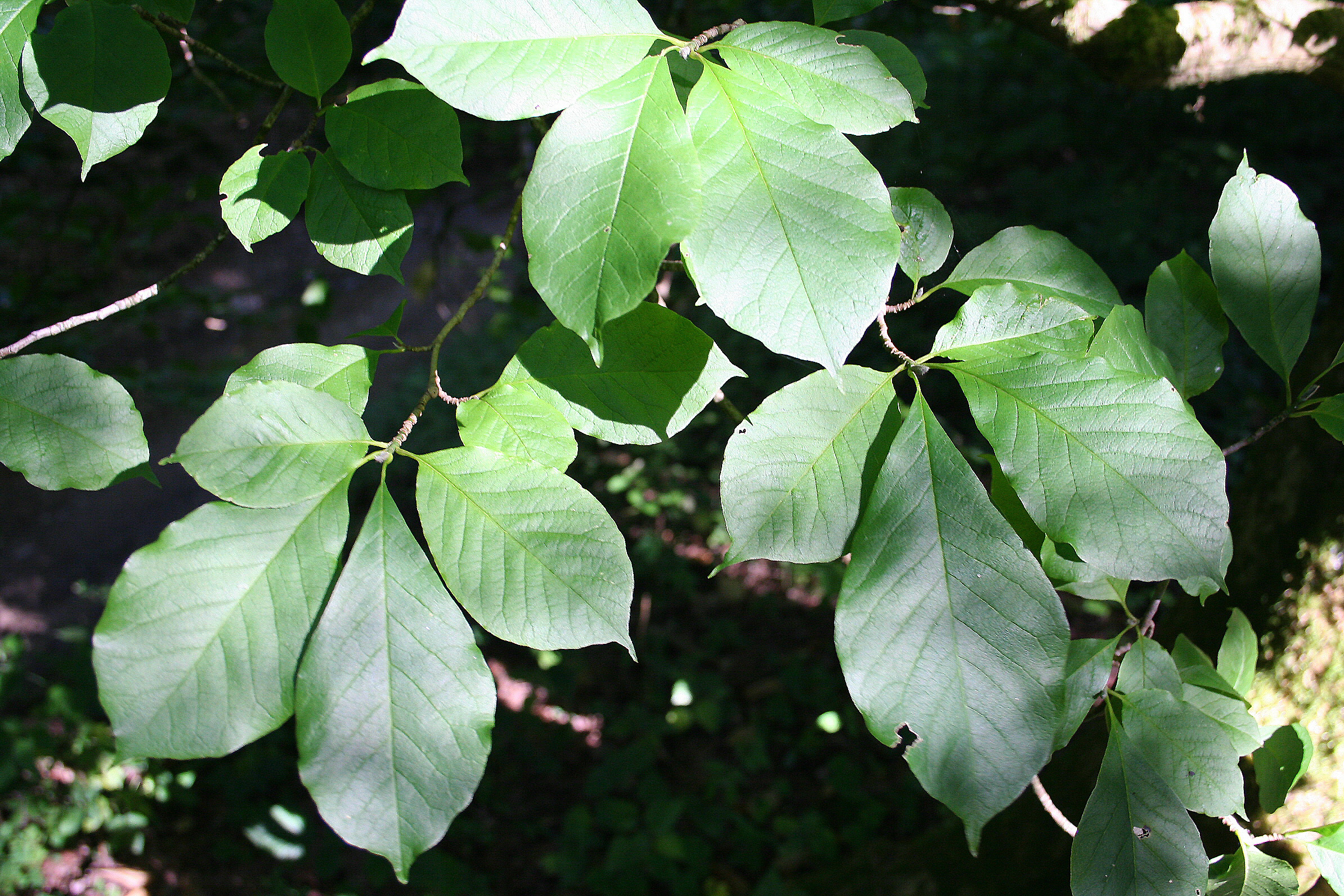
7. キタコブシの葉

コブシのうち、北海道から東日本日本海側に分布するものは葉が 10–20 × 6–10 cm とやや大きく薄く、花もやや大きく、変種キタコブシ（Magnolia kobus var. borealis Sarg., 1908）として分けられることがある（図7）。葉の形態に注目すると、コブシの分布域の中で北緯36度付近に境界があることが示されている。ただしキタコブシと基変種のコブシの差異はそれほど明瞭ではなく、分類学的に分けないことも多い。
核マイクロサテライトの研究から、コブシは北緯39度付近を境に遺伝的に分けられることが示唆されている。また北方系統は単一の葉緑体DNAハプロタイプから構成されるのに対し、南方系統では3種類のハプロタイプが検出されている。ただし形態的な差異（キタコブシと基変種のコブシ）とこの2つの遺伝型は完全には対応しておらず、北方系統は形態的にキタコブシであるものだけで構成されているが、南方系統にはキタコブシとコブシの両者を含むことが報告されている。

### コブシモドキ
コブシの近縁種として、コブシモドキ（学名：Magnolia pseudokobus S.Abe & Akasawa, 1954）が記載されている。記載のもととなったコブシモドキの個体は高さ 1 m ほどの低木で株から出た枝が地面を這って土に接した部分から根が出ており（そのため「ハイコブシ」の別名もある）、葉がコブシより若干大きめで長さ20 cm、幅8 - 10 cm以上、開花期が4月中旬とコブシよりやや遅く花が大きい（直径12 - 15 cm）（図8b）。また3倍体であり、種子を作らない。コブシは四国には分布していないが、この個体は1948年に阿部近一と赤澤時之によって徳島県相生町で発見され、この1個体のみが知られていたが、現在ではこの個体は存在せず、徳島県の相生森林美術館をはじめとした数箇所で当時の株から挿し木でクローン栽培したものが現地外保存されている（図8a）。このように栽培されたものは、高さ 15 m、胸高直径 15 cm の直立高木となる。環境省のレッドデータブックでは、コブシモドキは野生絶滅（EW）、徳島県のレッドデータブックでは絶滅と評価されている。
核、葉緑体DNAの解析からは、コブシモドキはごく最近になってコブシから生じた3倍体であることが示され、植栽個体からの逸出に由来する可能性が高いとされている。そのため、コブシモドキを独立種とはせず、コブシの品種（Magnolia kobus f. pseudokobus）とすることが提唱されている。

### 類似種
コブシの類似種としてはシデコブシやタムシバがあり、系統的にも近縁である。

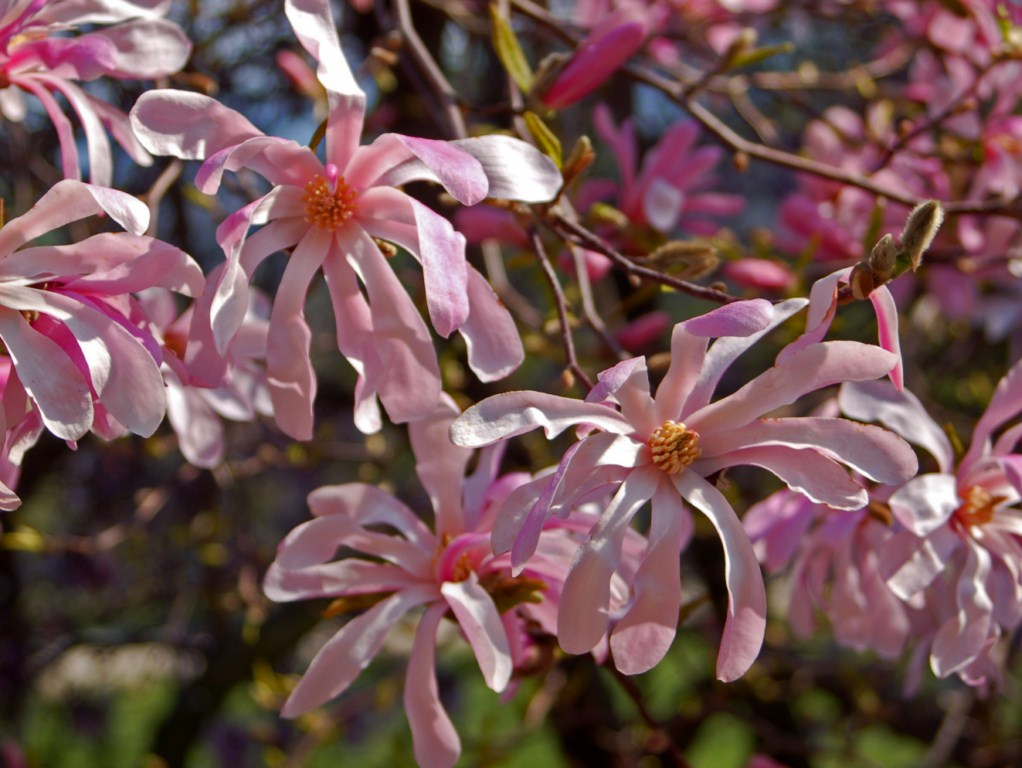
9a. シデコブシとコブシの交雑品種 ‘Leonard Messel’

シデコブシは小型で一年枝に毛が密にあり、葉の先端は突出せず、葉柄が短く（2–5 mm）、花弁数がふつう12–24枚と多い点でコブシとは異なる。生育環境は類似するが、シデコブシが分布する東海地方にコブシは自然分布していない。しかしコブシは広く植栽されているため、シデコブシとの種間交雑が起こることがあり、そのような雑種は Magnolia × loebneri Kache, 1920 とよばれる。また園芸においても、コブシとシデコブシの交雑に由来するさまざまな園芸品種（’Leonard Messel‘、’Ballerina‘、’Spring Snow‘、’Merrill’ などの園芸品種）が作出されている（図9a）。

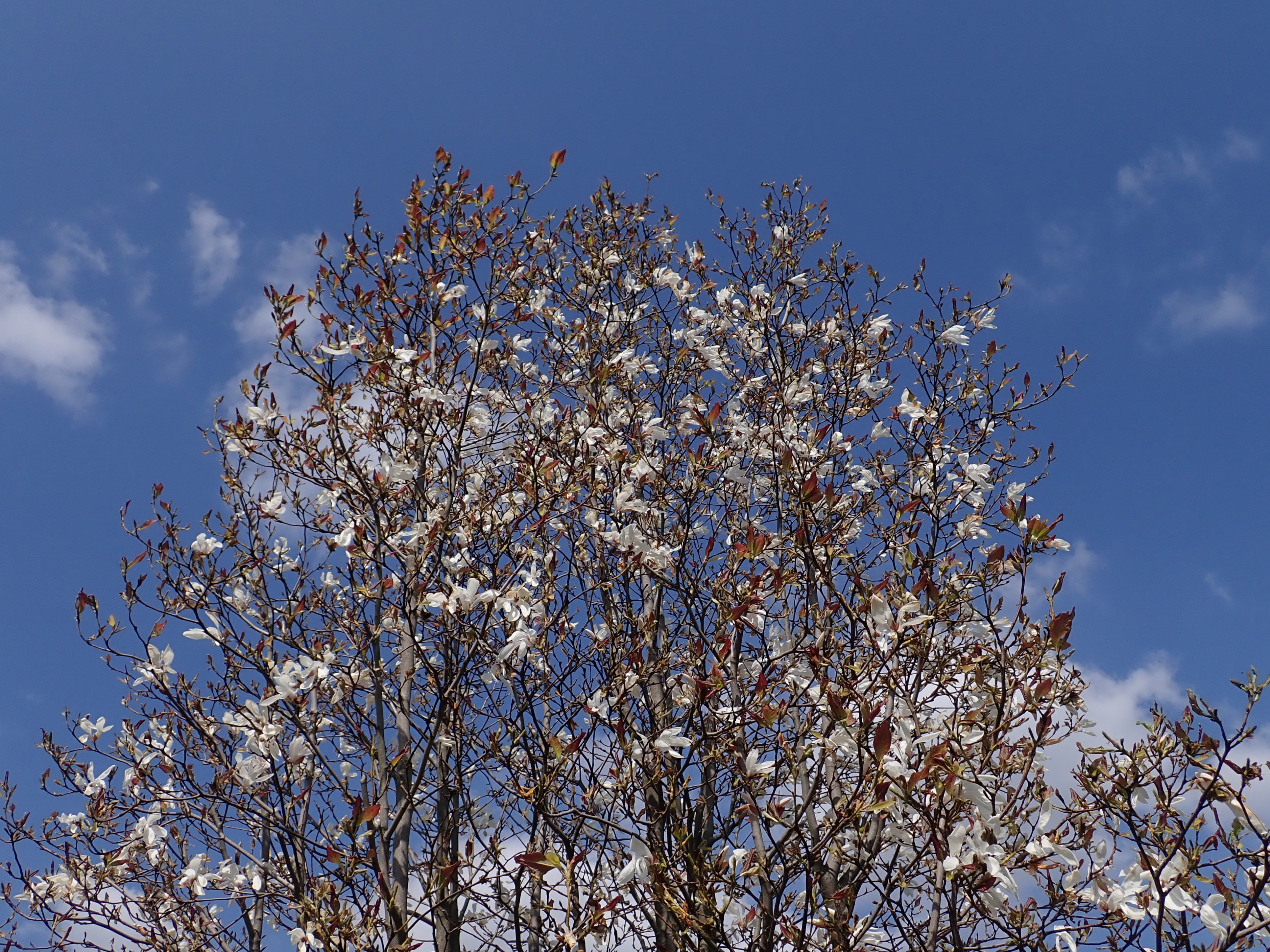
9b. タムシバとコブシの交雑品種 ’Wada’s Memory’

タムシバは葉が細長く葉裏が白色を帯びる点、葉芽の鱗片が無毛である点、花の基部に葉がつかない点、萼片が比較的大きく（花弁長の1/3から1/2）無毛である点などでコブシとは異なる。また生態的にもより乾燥した斜面や尾根に生育する。コブシと生育環境は異なるが分布域は重なっており、ときに自然種間交雑が起こる。コブシとタムシバの雑種はシバコブシ（Magnolia × kewensis Pearce, 1952）とよばれ、これに由来する園芸品種もある（’Wada’s Memory’）（図9b）。